# Leszek Soliński
Leszek Stanisław Soliński (ur. 1 października 1926 w Żarnowcu, zm. 5 czerwca 2005 w Oegstgeest) – polski historyk sztuki i malarz.
Partner życiowy poety Mirona Białoszewskiego. Razem zamieszkiwali (1958–1975) w mieszkaniu Białoszewskiego przy placu Dąbrowskiego 7 m. 13 w Warszawie, a później (od 1975) w mieszkaniu Solińskiego na Saskiej Kępie. Soliński był na mocy testamentu poety, spadkobiercą praw autorskich do jego twórczości. Z zamiłowania i wykonywanego zawodu był malarzem.

## Biografia i twórczość
Urodził się w Żarnowcu w chłopskiej rodzinie w sąsiedztwie dworku Marii Konopnickiej. Mieszkała tam też aż do śmierci w 1956 córka poetki Zofia Mickiewiczowa.
Po maturze podjął studia polonistyczne na Uniwersytecie Jagiellońskim w Krakowie, gdzie wykładali wówczas Kazimierz Wyka i Stanisław Pigoń. Po pewnym czasie zmienił jednak kierunek na historię sztuki. Tematem jego pracy magisterskiej była kaplica Porcjuszów w krośnieńskiej farze.
Mirona Białoszewskiego, wówczas początkującego poetę pracującego jako reporter dla „Świata Młodych”, poznał na początku lat 50. Ich znajomość przerodziła się w zażyłość, która rozwijała się podczas wspólnych wypraw w Bieszczady, Beskid Niski i okolice Krosna. Białoszewski okupił ją wyrzuceniem z pracy. Solińskiego, jako homoseksualistę i osobę z terenów łemkowskich obserwowała milicja, a ponieważ pomieszkiwał u Białoszewskiego bez zameldowania, wykorzystano to jako powód do szykan. Ponieważ Białoszewski nie wyparł się związku z Solińskim, usunięto go z redakcji.
Trudny materialnie dla obu okres zaowocował intensywną pracą twórczą. W 1958 wynajęli wspólne mieszkanie przy placu Dąbrowskiego, w którym Soliński parał się malarstwem, a Białoszewski prowadził swój „Teatr Osobny”. Wspólne mieszkanie trwało przez długie lata, mimo że ich bliski związek z czasem przerodził się w przyjaźń.
Twórczość plastyczna Solińskiego nie jest szerzej znana. Wiadomo, że wykonał pewną ilość prac dla sióstr franciszkanek z Lasek i ulicy Piwnej w Warszawie. Dostał też od prymasa Wyszyńskiego pozwolenie na kopiowanie jasnogórskiego obrazu Matki Boskiej.
Bliskim przyjacielem Solińskiego został holenderski slawista z Lejdy Henk Proeme (w prozie Białoszewskiego, w Rozkurzu, wspominany jako „Misio Holender”). Po latach, gdy Soliński poważnie zapadł na zdrowiu i zniedołężniał, Proeme zabrał go do Oegstgeest w Holandii, gdzie zawarli związek małżeński, jaki umożliwiło im prawo tego kraju obowiązujące od 2001. Tam też zmarł. Pochowany 10 czerwca 2005 na cmentarzu przy Groene Kerkje (Zielonym Kościele).

## Znaczenie dla twórczości Białoszewskiego
W opracowaniach dotyczących biografii i twórczości Białoszewskiego, Soliński występuje jako osoba wpływająca inspirująco na działalność pisarza. Zadedykował mu m.in. Ballady rzeszowskie z debiutanckiego tomu poezji Obroty rzeczy. Wielokrotnie też występuje jako postać w utworach prozatorskich Białoszewskiego wymieniany jako „Le.” lub „Le.So”, m.in. w Donosach rzeczywistości, Szumach, zlepach, ciągach czy Rozkurzu. We wspomnieniach osób związanych ze środowiskiem Białoszewskiego barwna postać Solińskiego pojawia się w kontekście jego ekscentrycznej osobowości oraz szerokich horyzontów intelektualnych i artystycznych.